# Малая Гурьевка
Малая Гурьевка — деревня в Верховском районе Орловской области. Входит в состав Русско-Бродского сельского поселения. Население — 31 чел. (2010).

## География
Малая Гурьевка находится в северо-восточной части области на Среднерусской возвышенности.
Часовой пояс
деревня Малая Гурьевка, как и вся Орловская область, находится в часовой зоне МСК (московское время). Смещение применяемого времени относительно UTC составляет +3:00.

## Население
| 2010 |
| ---- |
| 31   |

Национальный состав
Согласно результатам переписи 2002 года, в национальной структуре населения русские составляли 100 % от общей численности населения в 40 жителей.